# Assurerad försändelse
Assurerad försändelse, förkortad ass, är ett sätt att skicka försändelser som exempelvis innehåller pengar, ädelmetaller eller andra värdeföremål. Detta är en tjänst som tillhandahålls av en del postoperatörer. Namnet syftar på att de har ett försäkringsskydd om de stjäls eller kommer bort. Posten benämner numera denna tjänst värde. Till skillnad från rekommenderade försändelser, kan även paket assureras.
Om försändelsen kommer bort eller förstörs ersätts den med det angivna assuransvärdet.
I många länder kan/får man inte skicka värdeföremål med post, men från Sverige kan man skicka ass till bland annat de nordiska länderna, Belgien, Luxemburg, Portugal och Irland. Dessa försändelser märks med insured som i den engelska benämningen insured mail istället för den svenska märkningen ass.